# Polizza "chiodo a chiodo"
La polizza "chiodo a chiodo" (nail to nail insurance) è una formula assicurativa temporanea per la copertura di tele ed opere d'arte. "Da chiodo a chiodo" è l'espressione convenzionale con cui il contratto assicurativo individua una prima fase di rischio a cui si espongono le opere d'arte: il trasporto.

## Descrizione
La durata della garanzia inizia nel momento in cui l'opera viene rimossa dal luogo di originaria conservazione per essere imballata e trasportata presso mostre, gallerie, musei o sedi espositive; continua durante tutto il periodo dell'esposizione e per ogni eventuale proroga, che dovrà essere notificata agli assicuratori. La polizza è valida durante tutto il periodo di giacenza presso la sede espositiva e termina con il rientro e la ricollocazione della stessa nel luogo originario. 
È una forma di garanzia efficace se si pensa alla serie di rischi a cui sono sottoposti capolavori che viaggiano in lungo e in largo per il pianeta. Si tratta spesso di opere dal valore elevato, e dipende proprio dall'importo delle stesse che il cliente opera la scelta della compagnia assicurativa.
L'assicuratore prima di una stipula valuta il rapporto con il cliente richiedendo una documentazione completa circa i beni da assicurare. Prima di accollarsi eventuali risarcimenti in caso di furto, rapina o incidente l'assicurazione esige un resoconto dettagliato delle modalità di trasporto, accertandosi che il mezzo utilizzato offra il massimo in termini di misure di sicurezza. La compagnia potrà quindi, se lo ritiene opportuno, rifiutarsi di assicurare il trasporto per coprire soltanto la permanenza dell'opera nella sede ospitante.